# Trafford Centre
Le Trafford Centre est un centre commercial situé à Trafford, dans la banlieue ouest du Grand Manchester en Angleterre. Il fut inauguré le 10 septembre 1998 et c'est l'un des plus grands centres commerciaux du Royaume-Uni. Sa surface de vente est de 118 766 mètres carrés avec environ 280 magasins et services puis il dispose de 10 000 places de parking. Il est détenu par Peel Group et le directeur du centre est Mike Butterworth.

## Histoire
L'idée du Trafford Centre a été conçue en 1984. Le permis de construire a été accordé en 1986 et l'approbation a été finalement confirmée par la Chambre des Lords en 1995. La construction a pris 27 mois et le bâtiment s'est ouvert le 10 septembre 1998.